# Предъямский замок
Предъямский замок (Predjamski grad) — один из старейших и известнейших замков Словении. Находится примерно в 10 км от города Постойна. Средневековый замок встроен в скалу (высотой 123 м), которая послужила базовым элементом несущей конструкции. Замок прикрывает собою вход в гигантскую пещеру, его название переводится как Предпещерный. Для словенцев Предъямский замок является символом независимости, самобытности и упорства. В 1990 году была завершена косметическая реставрация, придавшая замку примерно такой вид, какой он имел в 1583 году. В настоящее время замок имеет статус национального музея.

## История Предъямского замка
Замок ведёт свою историю с XII века. Первое достоверное упоминание относится к 1202 году. Второе упоминание — с большим отрывом, под 1274 годом, когда замок принадлежал рыцарскому роду Ямских. Германские формы этой фамилии: Луэгг, Луэг, Люэгг, Люэг, Люэгер, Люгер, Люхер. Следует особо подчеркнуть, что речь идёт не о разных фамилиях, но именно о разных формах. Ибо все они «завязаны» на имени замка, который назывался у словенцев PredJAMSKI grad, а у немцев — Höhlenburg LUEG… Рыцари Ямские долгое время были вассалами графов Горицких, а затем — вассалами епископов Аквилейских.

### XV век. Эразм Ямский
Во 2-й половине XV века Предъямским замком владел барон Эразм Ямский, отличавшийся неукротимым нравом. В словенских источниках он именуется: Erazem Jamski, иногда: Erazem Predjamski. В немецких: Erasmus von Lueg. Эразм был сыном имперского губернатора портового города Триест — Николая Ямского (Nikolaj Jamski, Nikolaus von Lueger). Согласно словенской легенде, в 1482 году Эразм Ямский убил на дуэли имперского маршала Генриха фон Паппенгейма (Heinrich von Pappenheim) за то, что тот жестоко оскорбил память его друга — Андреаса Баумкирхера (Andreas Baumkircher). Паппенгейм же состоял в родстве с императором Священной Римской империи Германской нации и Австрийским эрцгерцогом Фридрихом III Габсбургом. В связи с чем, между императором и бароном вспыхнула война. Неприступный Предъямский замок сделался главной (и, можно сказать, единственной) базой мятежного барона Ямского. Который, правда, вскоре нашёл могущественного покровителя в лице венгерского короля Матьяша I Хуньяди-Корвина, прозванного соотечественниками «Новым Аттилой».

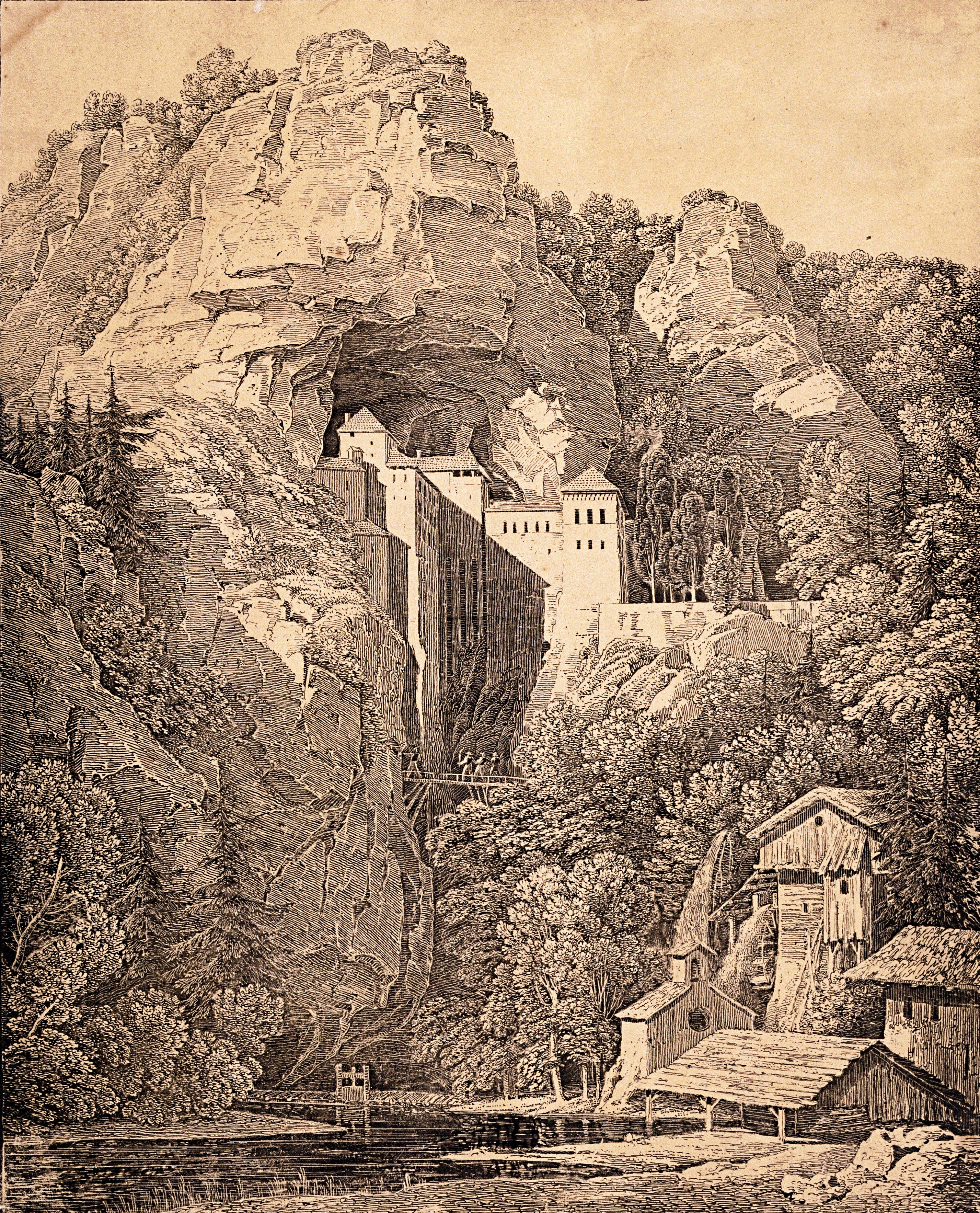
Предъямский замок на литографии К. Ф. Шинкеля, 1816 год

Однако в то время, как Корвин теснил Габсбурга, — Габсбург теснил Ямского. Последний атаковал имперские гарнизоны, нападал на торговые караваны, следовавшие в Вену из Италии, Истрии и Далмации… 
Vitez, pred katerim sta nekoč trepetala tako Trst kot Dunaj!
 — говорили про него словенцы. В переводе Михаила Девлеткамова: 
Витязь, пред коим враги трепетали как зыбкий дунайский тростник!
Император повелел новому губернатору Триеста, барону Гашпару Равбару (Рауберу) взять Предъямский замок в клещи. Почти год продолжалась осада. Однако, в 1484 году Равбару удалось подкупить одного из эразмовых слуг. Предатель (легенда не сохранила его имени) глубокой ночью зажёг фонарь в комнате, где в тот момент пребывал Эразм. Замок был обстрелян из пушек, словенская легенда указывает, что Ямский погиб не от пушечного ядра, но от рухнувшей на него стены.
Подданные похоронили Эразма Ямского (Люэгга) на городской площади, рядом с небольшой готической церковью Св. Марии Семи скорбей XV века, под сенью огромной липы. Освящал церковь итальянский кардинал Франческо Нанни Тодескини-Пикколомини (1439—1503), вошедший в историю как Папа Римский Пий III. И церковь, и Эразмова липа уцелели до наших дней…
Тогда же, отпраздновав победу, Фридрих пожаловал трофейный замок дворянскому роду Обербург (Oberburg, Oberrug).

### XVI век
В 1511 году скальная твердыня перешла в руки семьи Пургшталль (Purgstall). При этих владельцах Предъямский замок сильно пострадал от землетрясения. В 1567 году Австрийский эрцгерцог Карл Габсбург сдал замок в аренду барону Филиппу фон Кобенцлю (Philipp von Cobenzl). В русской литературе за этим германизированным словенским родом с XVI века закрепилась транскрипция «Кобенцель». В 1570—1583 годах барон Иоганн (Янез) фон Кобенц(е)ль, поклонник итальянского Ренессанса, перестроил замок в современном виде. Кобенцль закрыл новыми стенами старое, Эразмово ядро — «Prvotni Jamski grad», как называют его словенцы. В 1587 году Кобенц(е)ли выкупили замок у Короны и стали его полноправными владельцами.

### XVII век
В начале XVII века бароны фон Кобенц(е)ль заложили камнями секретный Випавский ход, поскольку однажды в него забрались воры и вынесли множество драгоценностей (до наших дней сохранился Верхний ход, ведущий в лесной массив высоко над замком)…

### XIX—XX века
В 1810 году замком владел граф Михаэль Коронини-Кронберг, потомок вышеупомянутых графов Горицких. В 1846 году Предъямский замок купил князь Альфред цу Виндишгрец, происходивший из древнего баварско-словенского рода. Виндишгрецы владели замком почти 100 лет: вплоть до оккупации Словении югославскими партизанами в 1945 году.

### XXI век
В XXI веке в Предъямском замке появилась традиция ежегодных рыцарских турниров памяти Эразма Ямского. Завершается турнир средневековым банкетом для всех участников и гостей праздника. В одном из замковых залов установлена статуя Эразма Ямского, выполненная в натуральный рост. С мая по сентябрь открыто посещение пещер и Верхнего хода (в сопровождении экскурсоводов-спелеологов). Зимой посещение пещер невозможно из-за большой колонии летучих мышей, которые обитают в пещерах, а зимой впадают в спячку.

## Замок в кино
- Предъямский замок «снимался» в фильме «Доспехи Бога» с Джеки Чаном в главной роли.
- В 1997 году документальный фильм о Предъямском замке сделал Ю. А. Сенкевич.